# 沃斯科達溫齊 (卡扎京區)
49°32′4″N 28°58′25″E / 49.53444°N 28.97361°E
沃斯科達溫齊（烏克蘭語：Воскодавинці），是烏克蘭的村落，位於該國西南部文尼察州，由赫米利尼克區負責管轄，始建於1760年，面積1.52平方公里，海拔高度304米，2001年人口287。